# میشل وبر (شناگر)
میشل وبر (متولد ۲۸ سپتامبر ۱۹۹۶) شناگر اهل آفریقای جنوبی است. وی در المپیک تابستانی ۲۰۱۶ در مسابقات ۱۰ کیلومتری ماراتن بانوان به رقابت پرداخت. او با زمان ۱:۵۹:۰۵:۰ در مقام هجدهم قرار گرفت.